# Zuzanna Stromenger

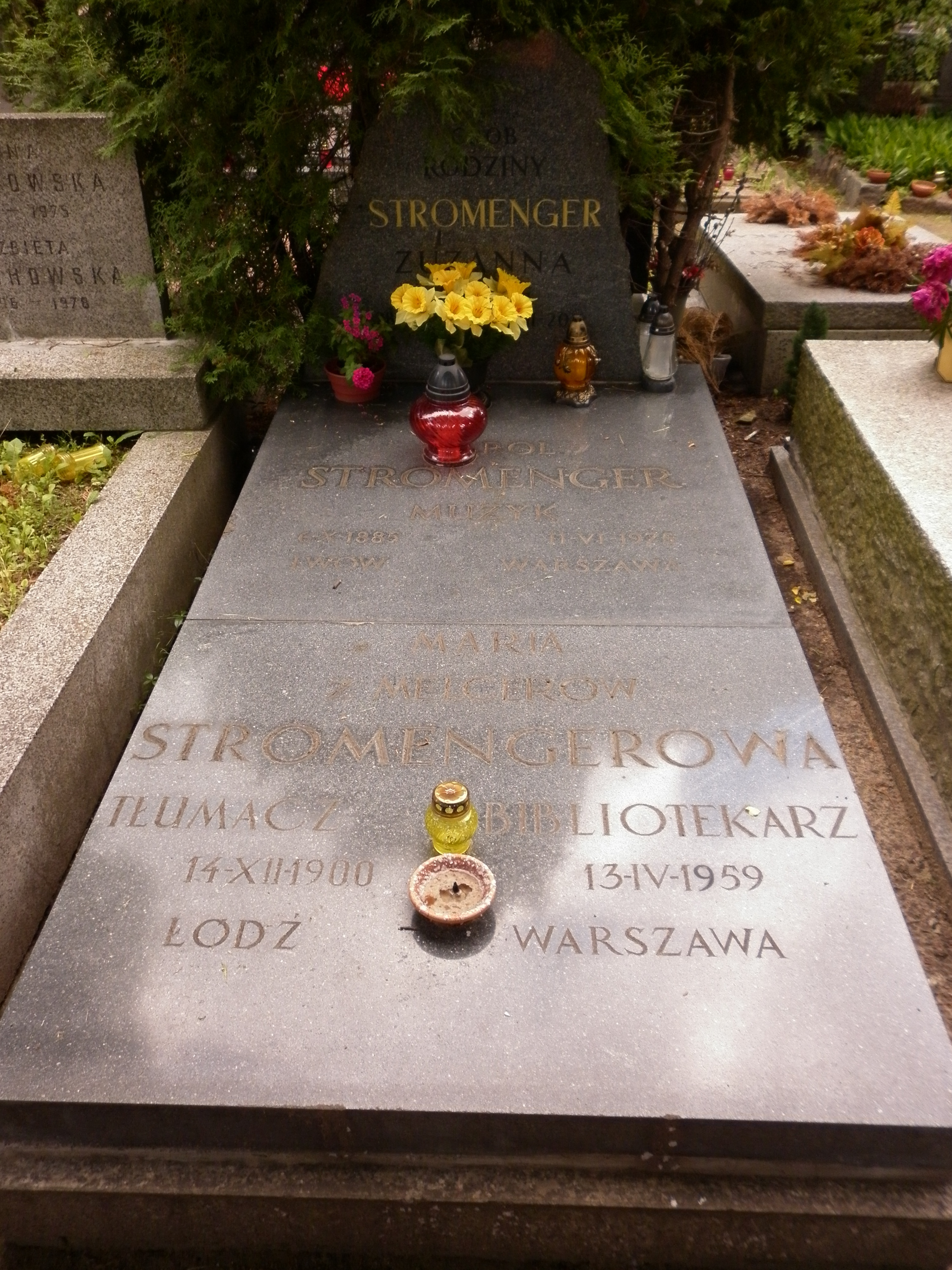
Grób Zuzanny Stromenger i jej rodziców na cmentarzu Wojskowym na Powązkach

Zuzanna Stromenger, ps. „Zuza” (ur. 28 grudnia 1925 w Warszawie, zm. 31 marca 2011) – polska biolog,  specjalistka w zakresie zoologii, hydrologii i etologii, publicystka, tłumaczka, obrończyni praw zwierząt, wybitna znawczyni i miłośniczka kotów.

## Życiorys
Była wnuczką pianisty i kompozytora Henryka Melcera-Szczawińskiego, córką muzykologa Karola Stromengera i Marii z Melcerów (1900–1959). Przed wojną uczęszczała do szkoły powszechnej, potem do gimnazjum i liceum Zofii Kurmanowej.
Okupację niemiecką przeżyła w Warszawie. Na początku lat 40. podjęła pracę w służbie zdrowia. Walczyła w powstaniu warszawskim jako łączniczka AK w batalionie „Zaremba”–„Piorun” grupie sapersko-technicznej kpt. Michała Bucza „Mechanika”. Uczestniczyła w tajnych kompletach i w czerwcu 1944 r. zdała maturę.
W marcu 1945 r. rozpoczęła studia na Wydziale Matematyczno-Przyrodniczym Uniwersytetu Łódzkiego. W maju 1946 r. będąc jeszcze studentką, została asystentką prof. dr hab. Leszka Kazimierza Pawłowskiego, kierownika Zakładu Zoologii Ogólnej i Ekologii Zwierząt UŁ. Prowadziła też zajęcia zlecone na Wydziale Farmacji, na Kursach Wstępnych UŁ i w Wyższej Szkole Gospodarstwa Wiejskiego. W czerwcu 1950 r. uzyskała stopień magistra filozofii w zakresie zoologii na podstawie rozprawy pt. Badania nad rozrodczością pijawek z rodzaju Erpobdella de Blainville. Po studiach podjęła pracę w Muzeum Przyrodniczym i w Państwowej Wyższej Szkole Pedagogicznej w Łodzi. Wiosną 1957 r. otrzymała stopień kandydata nauk biologicznych (doktora) na podstawie pracy kandydackiej (rozprawy) pt. Cykle roczne wioślarek (Cladocera) w stawach rybnych. W latach 50. i 60. uczestniczyła w działalności Towarzystwa Wiedzy Powszechnej.
Była autorką lub współautorką 14 książek, ok. 300 artykułów o charakterze naukowym, popularyzatorskim, dydaktycznym, leksykograficznym i poradniczym, licznych przekładów z literatury obcej, haseł encyklopedycznych, audycji radiowych oraz wykładów wygłaszanych w ramach działalności TWP i towarzystw naukowych. Była redaktorem różnych wydawnictw zbiorowych. Ważny nurt twórczości dr Stromenger stanowią etologia człowieka i seksuologia. Oprócz książek i artykułów o charakterze popularyzatorskim opublikowała szereg wartościowych prac naukowych i wygłosiła cykle wykładów dla studentów wyższych uczelni Warszawy i Łodzi oraz dla uczestników kursów naukowych. Dużą popularnością cieszyły się wygłaszane przez dr Stromenger na antenie Programu I Polskiego Radia pogadanki radiowe, w tym audycje cykliczne Przyrodnik odpowiada, Tajemnice biologii oraz artykuły przeglądowe i popularnonaukowe publikowane zarówno w prasie codziennej jak i w periodykach specjalistycznych. W 1991 r. była członkiem założycielem Polskiego Towarzystwa Etologicznego.
W 2002 r. została mianowana na stopień podporucznika Wojska Polskiego. W maju 2007 r., z okazji 62. rocznicy powstania Uniwersytetu Łódzkiego, dr Zuzanna Stromenger została uhonorowana odnowieniem doktoratu naukowego.
Pochowana na cmentarzu Wojskowym na Powązkach w Warszawie (kwatera A37-2-3).

## Publikacje
- Chomiki syryjskie, 1971.
- Zwierzęta z rodowodem, Iskry, 1973.
- Dziwny Świat zwierząt, PWRiL, 1983.
- Przystosowani pożyją dłużej, Wydawnictwo Śląsk, 1985.
- Koty [seria: Zwierzęta w Twoim domu], Wydawnictwo Watra, Warszawa 1990.
- Być kotem: Fikcje i realia, 1996.
- Zwierzęta wciąż nieznane, Książka i Wiedza, 1999.
- Koty i kotki: Dyptyk o kotach. Poradnik, 2000.
- Słownik kotów świata, z Krzysztofem Schmidtem [seria: Słowniki], Prószyński i Ska. Warszawa 2001.
- W niewoli płci. Geneza i funkcje płciowości – historia naturalna zachowań seksualnych, 2003.
- Zwierzęta wciąż nieznane

## Ordery i odznaczenia
- Krzyż Kawalerski Orderu Odrodzenia Polski (16 lipca 2009)[6][7]
- Warszawski Krzyż Powstańczy (1982)[3]
- Medal Zwycięstwa i Wolności 1945 (1980)[3]
- Odznaka pamiątkowa „Akcji Burza” (1994)[3]
- Odznaka Grunwaldzka[1]
- Odznaka „Zasłużony Działacz Kultury”[1]
- Odznaka „Za zasługi dla województwa warszawskiego”[1]
- Złota Odznaka Towarzystwa Przyjaciół Zwierząt[1]
- Odznaka „Zasłużony Popularyzator Wiedzy”[1]

## Nagrody
- 1987: Nagroda „Problemów”[8]